# Margrethe Mather

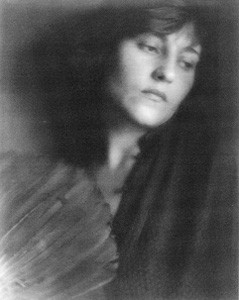
Florence Deshon con abanico (1921), por Mather

Margrethe Mather (4 de marzo de 1886 – 25 de diciembre de 1952) fue una fotógrafa estadounidense quien, a través de su exploración de la luz y la forma, ayudó a transformar la fotografía a arte moderno.

## Vida personal
Nació bajo el nombre de Emma Caroline Youngreen. En su juventud ella pudo haber trabajado como una prostituta.

## Carrera
Mather estaba asociada con Edward Weston. Ellos eran compañeros cercanos quienes colaboraron en muchas fotografías. Su fama siguió opacando el considerable trabajo de Mather desde su período de su colaboración y en adelante. Mather y Weston se conocieron en 1913 y trabajaron juntos hasta que él partió a México en 1923 con Tina Modotti. Las fotografías que Mather hizo, tanto sola como en colaboración con Weston, ayudaron a preparar el cambio de pictorialismo (imágenes suavemente enfocadas dando a la fotografía un efecto romántico) a la modernidad. Muchas de sus fotografías fueron más experimentales que aquellas producidas por sus contemporáneos. 
Mather encontró a un querido amigo y modelo en un joven hombre llamado William Justema, quien después escribiría de ella en su autobiografía. Su última exhibición fue llevada a cabo en 1931 en la M.H. de Young Memorial Museum en San Francisco. Esta exhibición consistió de un grupo de imágenes, en las cuales, objetos como conchas, cadenas, ojos de vidrio, y peines fueron acomodados en patrones repetitivos para demostrar como la fotografía podía ser usada para crear prototipos para diseños de tela. El trabajo de Mather es presentado en el libro, Margrethe Mather & Edward Weston: A Passionate Collaboration (W.W. Norton & Santa Barbara Museum of Art, 2001).